# 陈子龙墓
陈子龙墓，位于上海市松江区广富林街道广富林村东侧，是明代文学家、诗人陈子龙的墓葬。在陈子龙于清朝顺治四年（1647）年投水自尽后，其遗体被安葬于广富林的陈氏祖坟。该墓葬于乾隆四十一年（1776年）和五十四年（1789年）得以扩建。中华人民共和国成立后，陈子龙墓得到整修，文化大革命时被平毁。1987年至1988年，陈子龙墓得以重建。1987年，陈子龙墓被列为上海市文物保护单位。

## 历史
陈子龙（1608-1647），松江府华亭县人，明代文学家、诗人。明朝崇祯十年（1637年）考取进士，曾担任绍兴推官。南京被清军攻克后，陈子龙曾于松江起兵抗清。起兵失败后，与夏允彝等人在太湖策划起兵反清事宜，计划败露后被捕，因拒绝投降，于清朝顺治四年（1647年）在被押解前往南京的途中趁机从船上投水自杀。他的遗体之后被其学生王橒寻得，当年安葬于广富林陈氏祖坟。乾隆四十一年（1776年）时，清政府赐陈子龙谥号“忠裕”，同时派人重修了陈子龙墓，并树立了墓碑。乾隆五十四年（1789年），松江当地人在该墓的正上方修建了一座沅江亭。:178
中华人民共和国成立时，陈子龙墓因年久失修而被湮没于杂草中。1956年，松江县人民政府修缮了陈子龙墓。1957年8月，陈子龙墓被列为江苏省文物保护单位。松江县划归上海市后，1962年，陈子龙墓被列为上海市文物保护单位。文化大革命期间，陈子龙墓被平毁，墓碑和墓亭被全部拆除，墓地被开辟成农田。1987年，陈子龙墓被重新列为上海市文物保护单位。同年上海市文物管理委员会和松江县人民政府联手重修陈子龙墓。1988年，陈子龙墓修复完成，沅江亭和墓碑均得以恢复原状，墓葬周围也得以绿化。此后陈子龙墓被公布为松江区爱国主义教育基地。由于陈子龙墓对外免费开放且少人监管，2007年时，有媒体曝出陈子龙墓前的《陈子龙事略》石碑被人涂鸦，在石碑旁还堆积有大量排泄物。:184

## 结构
陈子龙墓位于上海市松江区广富林街道广富林村东侧，占地2664平米。墓台共分四级，地表漫铺花岗石。墓的正上方修建有一座沅江亭。墓丘前立有墓碑，墓前一侧有一块高3米的石碑，其上有陈子龙画像和当代书法家顾廷龙所撰写的《陈子龙事略》。墓道南侧立有一座石牌坊，牌坊题额为李一氓所写“明陈子龙墓”。墓葬周围种植有松柏等绿植。:178